# Урбанович, Янис

Янис Урбанович в 2018 году.

Я́нис Урбано́вич (латыш. Jānis Urbanovičs; 23 марта 1959, Резекне) — политический деятель Латвии. Депутат с 5 по 13 созывов Сейма Латвии. Лидер Социал-демократической партии «Согласие» (до её создания, в 2005—2010 гг. — лидер Партии народного согласия). Член правления партийного объединения «Центр согласия». Писатель, публицист, автор ряда документально-исторических книг.

## Биография
Янис Урбанович родился 23 марта 1959 года в Резекненском районе Латвии в небогатой, многодетной и глубоко верующей католической семье. Семейная история Урбановича тесно связана с противоречивой историей Латвии: отец сражался в рядах Красной армии, а родной дядя состоял в Латышском легионе СС.
В школьные годы Янис Урбанович работал на каникулах на мелиорационных работах. Это определило выбор профессии — в 1982 году он окончил Латвийскую сельскохозяйственную академию по специальности инженер-гидротехник. Одновременно освоил специальность краснодеревщика, которая до сих пор является его хобби.
Работал ведущим инженером, руководил строительными работами. В 1984 году откликнулся на предложение перейти на работу в комсомол, где довольно быстро стал Первым секретарем Центрального комитета ЛКСМ Латвии. В это время молодёжь жила ожиданиями перемен, и Янису Урбановичу удалось преобразовать комсомол республики в молодёжную организацию европейского типа — «Союз за прогресс молодёжи Латвии» (СПМЛ).
Под его руководством организация устраивала конференции, дискуссии, курсы, способствующие адаптации и подготовке молодёжи к грядущим переменам глобального масштаба. При его активном участии в 1986 году в Латвии состоялась конференция Чатоква-Юрмала, посвящённая отношениям СССР и США. Конференция стала предвестником перехода от жёсткой конфронтации к сотрудничеству в отношениях между двумя державами, в ней приняли участие общественные деятели обеих стран.
Передав руководство СПМЛ Андрису Америксу, Урбанович ушёл в бизнес, однако спустя несколько лет вернулся в политику, в 1994 году став депутатом Сейма пятого созыва после восстановления независимости Латвии вместо Эрнеста Юрканса, занявшего пост мэра города Резекне.
С 1994 года активно участвовал, а затем и руководил парламентскими группами по сотрудничеству со странами СНГ и Центральной Азии. Поддерживает контакты с элитами этих стран, имеет награды за укрепление культурных и экономических связей, способствовал заключению договоров о сотрудничестве с Китаем, Турцией, Россией, Белоруссией и Казахстаном.
С 2005 года возглавляет фракцию «Центр Согласия». В 2010 году смог объединить большинство разрозненных латвийских партий левого толка, создал и возглавил Социал-демократическую партию «Согласие».
Я. Урбанович является инициатором ежегодного молодёжного лагеря «Бе-Ла-Русь», проходящего на границе Латвии, России и Белоруссии.
На выборах 2022 года, партия «Согласие» не преодолела 5-процентный барьер, в связи с чем Сейм 14 созыва, стал первым с момента восстановления независимости Латвии, где депутатом не был Янис Урбанович. После выборов, он ушёл с поста председателя партии, но вновь стал им в ноябре 2024 года.
Летом 2024 года, он заявил что пока русские не будут интегрированы в латвийское общество, они будут с кулаком в кармане.

## Скандалы
В 1996 году выяснилось, что Урбанович получил кредит в размере 42 000 латов от Alejas komercbanka, который впоследствии был признан неплатежеспособным. Политик не указал эту сумму в своей декларации о доходах.
В 2001 году, недалеко от Резекне он построил особняк на земле, принадлежавшей его жене Рите и сестре Марии Лочмеле, однако местные жители утверждали, что дом на самом деле принадлежал Урбановичу. Было начато расследование декларации о доходах Урбановича. В 2014 году компания «Reviteko», которая была косвенно связана с ним, приобрела землю около Риги и построила на ней дом. В 2018 году в выпуске «Nekā Personīga» выяснилось, что Урбанович использовал этот дом, якобы построенный для нужд компании, для собственных нужд.
В 2011 году Урбанович совместно с Игорем Юргенсом, советником тогдашнего президента России Дмитрия Медведева, опубликовал историческую книгу «Проект будущего», в которой рассказывается о событиях в Латвии в 1934–1941 годах и в которой авторы отрицают оккупацию Латвии. В 2013 году те же авторы опубликовали еще одну книгу, о событиях в Латвии в 1948–1955 годах, в которой они пренебрежительно отзывались о латвийских крестьянах и восхваляли советский строй в послевоенной Латвии.

## Личная жизнь
Играет в баскетбол, организовал баскетбольную команду «Согласие».
Родной язык — латышский, владеет также русским, английским, польским, латгальским языками.
Янис женат на Рите Урбанович. У них есть две дочери и один сын.

## Политический диалог Европа — США — Россия
В 1998 году Янис Урбанович вместе с председателем правления Института современного развития Игорем Юргенсом из России становится одним из учредителей «Балтийского форума», со временем ставшего площадкой для диалога политиков, предпринимателей и экспертного сообщества на постсоветском пространстве.
В работе форумов принимали участие различные эксперты и политические деятели, в том числе первый заместитель председателя Госдумы РФ Любовь Слиска, заместитель председателя комитета по международным делам Константин Косачёв, академики Александр Дынкин и Алексей Арбатов, теоретики внешней политики Вячеслав Никонов, Михаил Демурин, Алексей Пушков, представитель Фонда Ричарда Никсона Дмитрий Саймс, послы и дипломаты Германии, Австрии, США, Турции, Ирана и других стран.

## Книги и публицистика
С 1998 года Балтийский форум издает сборники документов и стенограмм, фиксирующие полемику на личных встречах видных политиков и предпринимателей Европы, США и России. Янис Урбанович является автором и издателем ряда книг по культуре, истории и экономике.
В 2010 году в составе авторского коллектива вместе с Игорем Юргенсом и латвийским публицистом Юрисом Пайдерсом начал создание исторической тетралогии «Черновики будущего», представляющей документы и свидетельства жизни Латвии с 1934 года до настоящего времени.
В 2017 году, к 100-летию Латгальского конгресса, Янис Урбанович выпустил на латгальском, латышском и русском языках историческую монографию «Как создавали Латвию. Конгресс в Резекне, с которого началась история Латвийской Республики».

## Награды
- Юбилейная медаль «20 лет независимости Республики Казахстан» (2011)[17]
- Декабрь 2003 года. Российский институт библиографии присвоил Я.Урбановичу как президенту Балтийского форума звание «Человек года» в России.